# Povo Gato
O Povo Gato é uma espécie fictícia dos quadrinhos pertencente ao Universo Marvel. Aparecem sempre relacionados ao personagem Tigresa. Sua aparência é a de felinos com forma humana.

## História Ficcional
Os primeiros integrantes do Povo Gato foram criados a partir de gatos domésticos comuns por um feiticeiro medieval chamado Ebrok, que inicialmente, os utilizou junto com sua comunidade como guerreiros e empregados domésticos. Contudo a sua natureza violenta bem como a sua rápida taxa de reprodução, fizeram com que os gatos ficassem incontroláveis, sendo banidos para outra dimensão por outros magos da própria comunidade de Ebrok. Além disso os magos também fizeram uma magia para garantir que o feitiço original de Ebrok que deu origem ao Povo Gato a partir de felinos domésticos nunca funcionaria novamente. Além disso, esta magia obrigava que um integrante desta raça, a ser escolhido dentre eles, poderia ser convocado por algum feiticeiro terrestre, ao longo do tempo para realizar alguma tarefa. Este indivíduo ganharia o título de O Balkathar.
Duas das criações originais de Ebrok, Flavius e Helene, treinados tanto em ciência como nas artes místicas pelo mesmo, conseguiram secretamente, após a aprendizagem com o mago, confeccionar um amuleto, que temporariamente lhes dava a aparência de seres humanos normais, e assim escaparam do banimento. Tal fato agradou Ebrok, que passou a considerar o par como seus filhos. Juntos, eles trabalharam para desenvolver uma solução que permitisse o Povo Gato retornar do banimento em outras dimensões e viver pacificamente entre a população humana. A curiosidade felina natural, fez os dois se tornarem em competentes pesquisadores, fazendo várias descobertas científicas e mágicas com o passar do tempo.
O grupo de magos que haviam banido o Povo Gato, porém, acabou descobrindo o casal, e na tentativa de destruí-los acabou matando Ebrok. Flavius, em um acesso de raiva, arremessou um frasco de vidro contra os magos, liberando uma das mais terríveis experiências do par: a peste negra, que acabaria por matar milhões de europeus. Os dois acabaram fugindo com medo e vergonha de todo o horror que havia acontecido.
Flavius e Helene continuaram seu trabalho agora no exílio, com o objetivo final de restabelecer a população do Povo Gato, contudo não conseguiram inverter a magia que baniu os gatos para outra dimensão nem anular o feitiço que impedia a criação conforme a maneira original de Ebrok. Mas a memória do passado, com o banimento e a perseguição, frescos em suas mentes lhes estimulando, eles desenvolveram um processo mágico que poderia transformar uma mulher humana em um de sua raça, mas com força e habilidades ainda superiores ao de qualquer integrante do Povo Gato, surgindo então a primeira Tigresa. Muito pouco é conhecido sobre esta primeira Tigresa, exceto que ela aceitou seus deveres como a defensora do Povo Gato com grande prazer e ferocidade.
Essas descobertas possibilitaram a Flavius e Helene, em última análise, controlarem a violência característica de sua espécie, bem como a sua alta taxa de reprodução. Como magos terrestres que eram, convocaram o Balkathar, que ao acasalar com a Tigresa, começaram uma nova população do Povo Gato.

## Atualmente
Nos tempos modernos, existem duas populações do Povo Gato: uma grande colônia de descendentes dos que foram banidos durante a Idade Média, que ainda vivem numa imensa caverna que assemelha-se a um mundo inferior, onde se aliam com demônios locais de tempos em tempos, sendo liderados atualmente pelo feiticeiro-demônio Belasco. A segunda população são os descendentes do acasalamento de Tigresa e Balkathar, que continuaram a viver secretamente entre os seres humanos por muitos séculos, graças a uma uma evolução do mesmo amuleto que Flavius e Helene tinham usado para escapar do banimento, fazendo-os se parecerem como homens e mulheres normais.
A maior parte desta última população foi destruída quando abriram mão do seu disfarce e se uniram para em conjunto defender a humanidade com sucesso de um moderno vilão mutante, que se auto-intitulava  o Cougar. Um número desconhecido do Povo Gato sobreviveu, mas em quantidade tão pequena e em tão completo segredo como se para efetivamente sugerir a extinção da raça.

## A relação com a Tigresa de hoje
O feitiço que deu origem a primeira Tigresa ficou sem ser utilizado por séculos, até que o Povo Gato foi convocado pelo Dr. Joanne Tumulo, um integrante da raça, para salvar a vida de Greer Grant, que na época era a super-heroína The Cat, após esta ter sido gravemente ferida ao defendê-lo de um ataque da organização criminosa Hidra. Foi oferecido a Greer, uma última esperança de salvação, se submeter ao feitiço e se tornar a lendária campeã meio-humana, meio-felina do Povo Gato. A Tigresa é uma lenda tão forte entre os humanoides felinos, que quando esta moderna Tigresa viajou até a caverna-morada do Povo Gato banido na Idade Média, estes preferiram depor suas armas ao invés de lutar contra ela, reconhecendo de imediato sua posição de maior guerreiro de sua espécie.